# Komplementarne boje
Komplementarne boje su boje koje, optički pomiješane, daju akromatsku boju (bijelu ili sivu). Takve su boje na primjer žuto i modro, crveno i modrozeleno, zeleno i purpurno i tako dalje.
Postoje mnogobrojni psihološki testovi vezani za komplementarne parove boja. 

## Objašnjenje
Ako zrake svjetlosti koje smo dobili disperzijom bijele svjetlosti u optičkoj prizmi sastavimo pomoću sabirne leće, na zastoru ćemo opet dobiti bijelu svjetlost. Dobivanje bijele svjetlosti spajanjem svih spektralnih boja zove se sinteza boja. Da dobijemo bijelu svjetlost nisu potrebne sve spektralne boje. I dvije spektralne boje mogu dati bijelu svjetlost. Takve dvije boje koje zajedno daju bijelu boju zovu se komplementarne boje. Komplementarne boje su:
- crvena i plava;
- žuta i modra;
- žutozelena i ljubičasta;
- zelena boja nema svoje komplementarne spektralne boje. S njom je komplementarna grimizna boja, ali je grimizna boja složena od crvene i ljubičaste.[2]